# Jardel Pizzinatto
Jardel Pizzinatto (Sarandi, 10 de fevereiro de 1978) é um handebolista brasileiro que atuava na posição de pivô.
Formando em administração de empresas, hoje trabalha na área.

## Trajetória esportiva
Começou sua prática esportiva jogando rúgbi e, depois, migrou para o handebol.
Jogou pelas equipes da Avesul/Culau/Casa Estrela, de Chapecó; Sel/Fademp, de São José dos Campos; Pinheiros, de São Paulo; e Metodista, de São Bernardo do Campo.
Foi medalha de ouro nos Jogos Pan-Americanos de 2003 em Santo Domingo. Convocado para os Jogos Olímpicos de 2004 em Atenas, foi cortado em função de uma infecção renal, que o afastou por quase seis meses dos treinos e das competições. Foi novamente campeão nos Jogos Pan-Americanos de 2007 no Rio de Janeiro.
Defendeu a seleção brasileira que obteve o 11º lugar nos Jogos Olímpicos de 2008 em Pequim.